# Dr. Jerkil e Mr. Chloe
Dr. Jerkil e Mr. Chloe (The Impatient Patient), conosciuto anche come Il paziente impaziente è un film del 1942 diretto da Norman McCabe. È un cortometraggio d'animazione della serie Looney Tunes uscito il 5 settembre 1942, prodotto da Leon Schlesinger e distribuito dalla Warner Bros. Ha come protagonista Daffy Duck.

## Trama
Daffy Duck deve consegnare un telegramma ad una certa Chloe che sembra vivere in una palude e, dopo aver cercato in ogni anfratto,  viene colto da un fastidioso singhiozzo. Successivamente si imbatte nella casa del dottor Jerkil e vi entra dentro nella speranza che possa curarlo.
Dopo aver causato vari danni a causa del suo singhiozzo, Daffy Duck viene legato ad una sedia da Jerkil, un uomo molto fifone. Il dottore prova a curare Daffy spaventandolo, ma inutilmente. Decide dunque di bere una pozione che lo trasforma in un mostro di nome Chloe (la stessa Chloe alla quale era indirizzato il telegramma, che si scopre essere un messaggio di buon compleanno).
Daffy scappa dalla creatura, prima lanciandogli addosso un calderone e poi distraendolo con della musica (Chloe, appena sente la musica, comincia a ballare, dimenticandosi di tutto il resto). Messo letteralmente all'angolo, Daffy fa bere a Chloe un'altra pozione che lo trasforma in un neonato. I due decidono di fare pace, ma si vedono entrambi brandire un martello. Il cartone termina con le urla di dolore fuori campo del dottore che viene colpito in testa da Daffy.

## Curiosità
- Questo cortometraggio è caduto nel dominio pubblico, assieme ad altri della serie Looney Tunes e Merrie Melodies, poiché il copyright non fu rinnovato.
- Il personaggio del Dr. Jerkil/Chloe è un'ovvia parodia del protagonista de Lo strano caso del dottor Jekyll e del signor Hyde di Robert Louis Stevenson.
- Il telegramma che Daffy deve consegnare a Chloe è firmato "Frank N. Stein", riferimento al personaggio di Frankenstein di Mary Shelley.
- La gag in cui Chloe inizia a ballare appena sente la musica è molto simile a quella dell'episodio L'orso ballerino di Tom & Jerry del 1956.